# Anne Briand
Anne Briand (* 2. Juni 1968 in Mülhausen) ist eine ehemalige französische Biathletin, die zu den besten Biathleten zu Beginn der 1990er Jahre gehörte.
Bei den Olympischen Winterspielen 1992 in Albertville, der ersten Austragung der Biathlonwettbewerbe für Frauen bei Olympischen Spielen, konnte sie mit der französischen Staffel (damals über 3 × 7,5 Kilometer) die Goldmedaille erringen. Bei den Olympischen Winterspielen 1994 in Lillehammer war Anne Briand Fahnenträgerin der französischen Olympiamannschaft. Sie erkämpfte dort die Silbermedaille im Einzel und Bronze mit der Staffel.
1995 wurde Briand bei den Biathlonweltmeisterschaften in Antholz Weltmeisterin im Sprint über 7,5 Kilometer. In der gleichen Saison gewann sie den Gesamtweltcup im Biathlon.
Sie ist mit dem ehemaligen Biathleten und Biathlon-Nationaltrainer Stéphane Bouthiaux verheiratet.

## Statistiken

### Weltcupsiege
| Nr. | Datum         | Ort         | Disziplin       |
| --- | ------------- | ----------- | --------------- |
| 1.  | 17. Dez. 1992 | Pokljuka    | Einzel (15 km)  |
| 2.  | 16. Dez. 1993 | Pokljuka    | Einzel (15 km)  |
| 3.  | 20. Jan. 1994 | Antholz     | Einzel (15 km)  |
| 4.  | 8. Dez. 1994  | Bad Gastein | Einzel (15 km)  |
| 5.  | 21. Jan. 1995 | Oberhof     | Sprint (7,5 km) |
| 6.  | 18. Feb. 1995 | Antholz     | Sprint (7,5 km) |

| Nr. | Datum         | Ort         | Disziplin              |
| --- | ------------- | ----------- | ---------------------- |
| 1.  | 26. Jan. 1992 | Antholz     | Staffel (3 × 6 km) 1   |
| 2.  | 15. März 1992 | Fagernes    | Staffel (3 × 6 km) 1   |
| 3.  | 7. März 1993  | Lillehammer | Staffel (4 × 6 km) 2   |
| 4.  | 16. Jan. 1994 | Ruhpolding  | Staffel (4 × 7,5 km) 2 |
| 5.  | 22. Jan. 1995 | Oberhof     | Team (15 km) 3         |
| 6.  | 19. März 1995 | Lillehammer | Staffel (4 × 7,5 km) 3 |
| 7.  | 14. Jan. 1996 | Antholz     | Staffel (4 × 7,5 km) 3 |
| 9.  | 10. März 1996 | Pokljuka    | Staffel (4 × 7,5 km) 3 |
| 10. | 17. März 1996 | Hochfilzen  | Staffel (4 × 7,5 km) 3 |

### Weltcupplatzierungen
Die Tabelle zeigt alle Platzierungen (je nach Austragungsjahr einschließlich Olympische Spiele und Weltmeisterschaften).
- 1.–3. Platz: Anzahl der Podiumsplatzierungen
- Top 10: Anzahl der Platzierungen unter den ersten zehn (einschließlich Podium)
- Punkteränge: Anzahl der Platzierungen innerhalb der Punkteränge (einschließlich Podium und Top 10)
- Starts: Anzahl gelaufener Rennen in der jeweiligen Disziplin

| Platzierung | Einzel | Sprint | Verfolgung | Massenstart | Staffel | Gesamt |
| ----------- | ------ | ------ | ---------- | ----------- | ------- | ------ |
| 1. Platz    | 4      | 2      |            |             | 10      | 16     |
| 2. Platz    | 4      | 2      |            |             | 5       | 11     |
| 3. Platz    | 1      | 2      |            |             | 7       | 10     |
| Top 10      | 19     | 22     |            |             | 27      | 68     |
| Punkteränge | 34     | 47     | 9          | 1           | 27      | 118    |
| Starts      | 45     | 58     | 10         | 1           | 27      | 141    |